# День козака (Утрехт)
День козака або також День козацтва (нід. Kozakkendag; нід. Kozakjesdag) — колишнє державне свято у голландському місті Утрехт.
28 листопада 1813 року французьке панування над містом з 1795 року завершилося. Рано вранці французькі війська відступили. Через кілька годин до міста першими прибули козаки російської армії. Згодом щорічно 28 листопада в Утрехті відзначали День козацтва. День козацтва відзначали підняттям прапора у всіх церквах, державних, муніципальних і низки приватних будівель тощо. Свято вшановувалося й через сто років після визволення.
У 1914 році, в рік початку Першої світової війни, свято було скасовано з міркувань нейтралітету і залишалося таким протягом воєнних років. Лише в дуже обмеженому колі День козацтва відзначався принаймні до 1967 року.